# Iponichio
L'iponichio è, nell'anatomia umana, una componente dell'unghia.

## Anatomia
Si trova fra il letto ungueale e il solco distale. Normalmente non lo si osserva perché nascosto dalla lamina, quando si mostra è un segno di onicofagia. Per composizione ricorda lo strato di pelle palmare e plantare.